# 井川満
井川 満（いかわ みつる、1942年 - ）は、日本の数学者。専門は、偏微分方程式論。博士（理学）。京都大学名誉教授。大阪大学名誉教授。

## 来歴・人物
愛媛県出身。京都大学理学部数学科卒業。同大学大学院理学研究科修士課程修了。
1970年（昭和45年）「oblique derivative 境界条件をもった波動方程式に対する混合問題」で学位取得（大阪大学 理学博士）。
大阪大学理学部助手、同講師、同助教授を経て、1985年（昭和60年）大阪大学理学部教授に就任。大阪大学大学院理学研究科教授、京都大学大学院理学研究科教授を歴任。
1990年（平成2年）国際数学連合主催の国際数学者会議 (ICM)（京都開催）において、招待講演を行った。

## 略歴
- 1965年 - 京都大学理学部数学科卒業
- 1967年 - 京都大学大学院理学研究科修士課程修了
- 1985年 - 大阪大学理学部教授
- 1995年 - 大阪大学大学院理学研究科教授
- 1999年 - 京都大学大学院理学研究科教授
- 2006年 - 京都大学名誉教授[7]

## 著書
- 『偏微分方程式論入門』（裳華房）（1996年）
- 『双曲型偏微分方程式と波動現象』（岩波書店）（2006年）
- 『散乱理論』（岩波書店）（2008年）
- 『偏微分方程式への誘い』（現代数学社)（2017年）